# Link Wray

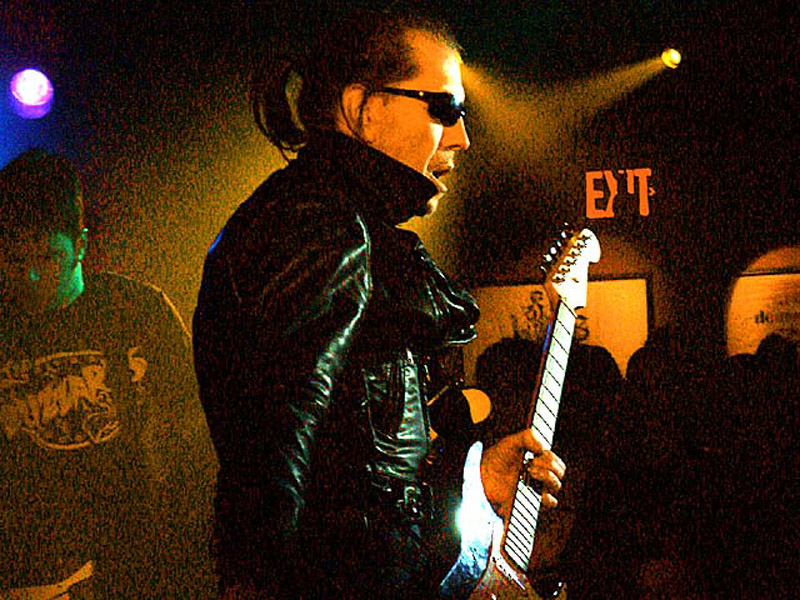
Link Wray

Fred Lincoln "Link" Wray Jr, född 2 maj 1929 i Dunn i North Carolina, död 5 november 2005 i Köpenhamn i Danmark, var en amerikansk rock'n'roll-gitarrist och låtskrivare.
Med sitt band Link Wray and his Ray Men hade han 1958 en hit med den instrumentala rocklåten "Rumble". I denna låt introducerade Wray det så kallade powerackordet, som kom att få stor betydelse inte minst inom punkrocken.